# 제나 존슨
제나 리 존슨(Jenna Leigh Johnson, 1967년 9월 11일 ~ )은 전 미국의 수영 선수이자 올림픽 챔피언이다.
캘리포니아주 샌타로자에서 태어난 존슨은 16세의 나이로 1984년 로스앤젤레스 올림픽에 나가 400m 자유형 계주와 400m 혼계영에서 2개의 금메달과 100m 접영에서 은메달을 획득하였다.
고향에서 그녀는 어설라인 고등학교에서 수학하며 자신의 신입생과 2학년 해에 수영을 하였다. 존슨은 1984년 자신이 100 야드 접영에서 53.95초의 국내 기록과 50 야드 자유형에서 23.07초의 D1 기록을 세운 휘티어 기독교 고등학교의 졸업생이다. 남가주에 사는 도안 그녀는 시티 오브 인더스트리에서 인더스트리 힐스 수영 클럽에서 훈련하였다.
스탠퍼드 대학교에 들어가는 데 장학금을 받아 스탠퍼드 카디널 수영·다이빙 팀을 위하여 NCAA와 퍼시픽텐 컨퍼런스에 나갔다. 1985 ~ 86년에 올해의 뛰어난 대학 여성 수영 선수로 인정을 받아 19세의 나이로 수영과 다이빙을 위한 혼다 스포츠 상을 수상하였고, 이듬해 상을 위하여 준우승에 머물렀다.

## 같이 보기
- 올림픽 수영 여자 메달리스트 목록